# Margaret Court
Margaret Jean Court, também conhecida como Margaret Smith Court (nome após seu casamento, em 1967) ou simplesmente Margaret Court AC MBE (Albury, 16 de julho de 1942), considerada por alguns a maior tenista de todos os tempos, é uma ex-tenista australiana.
Em 1970, ela se tornou a primeira mulher na Era Open a vencer todos os quatro títulos individuais dos torneios do Grand Slam no mesmo ano. Court venceu um número recorde, entre homens e mulheres, de 24 títulos individuais de Grand Slams, feito só igualado por Novak Djokovic em 2023. Entre as mulheres, Serena Williams é a segunda maior vencedora, com 23 títulos, seguida de Steffi Graf com 22. Court venceu um número recorde de 64 títulos de Grand Slams - 24 individuais, 19 duplas de mulheres e 21 duplas mistas, novamente, mais do que qualquer outro jogador na história do tênis. Contudo, algumas pessoas lembram o fato de que a maioria dos seus 11 títulos no Aberto da Austrália foram obtidos durante uma época em que poucos tenistas de nível mundial faziam a longa jornada até o Aberto da Austrália e, portanto, a competição era mais fraca do que a dos outros três torneios do Grand Slam (Roland Garros, Wimbledon e US Open). O Hall da Fama Internacional do Tênis declarou "Nunca houve uma tenista capaz de igualá-la." Court venceu 7 de 8 títulos de Grand Slam que disputou em um período de dois anos (entre 1969 e 1970), feito igualado apenas por Steffi Graf. Court também venceu 3 dos 4 Slams em 1962 e em 1965. Nenhum outro tenista jamais venceu 3 ou mais Abertos em um ano por quatro vezes.
A segunda quadra principal do complexo do Australian Open em Melbourne foi nomeada Margareth Smith em sua homenagem.
Ela, Doris Hart e Martina Navratilova são as únicas tenistas a obter o chamado Boxed Set do tenis. Ou seja, ganhar o torneio de simples, duplas e duplas mistas em todos os 4 torneios do Grand Slam: Australian Open, Roland Garros, Wimbledon e US Open.
Margaret Smith Court entrou para o International Tennis Hall of Fame em 1979.
Convertida ao pentecostalismo, Court foi ordenada ao ministério em 1991. É fundadora e pastora principal da Victory Life Centre Inc. em Perth, fundada em 1995. Recebeu um Doutorado Honorário da Oral Roberts USteffiniversity.
Devido a suas opiniões públicas sobre a homossexualidade, pessoas trans e o casamento entre pessoas do mesmo sexo, vários pedidos tem sido feitos para que a Margareth Court Arena tenha seu nome alterado.

## Registros nosGrand Slam
- Australian Open
  - Simples (11): 1960, 1961, 1962, 1963, 1964, 1965, 1966, 1969, 1970, 1971, 1973
  - Finalista: 1968
  - Duplas (8): 1961, 1962, 1963, 1965, 1969, 1970, 1971, 1973
  - Finalista: 1960, 1964, 1966, 1975,
  - Duplas Mistas (4): 1963, 1964, 1965, 1969
  - Finalista: 1968
- Roland Garros
  - Simples (5): 1962, 1964, 1969, 1970, 1973
  - Finalista: 1962, 1963, 1969
  - Duplas (4): 1964, 1965, 1966, 1973
  - Finalista: 1962, 1963, 1969
  - Duplas Mistas (4): 1963, 1964, 1965, 1969
  - Finalista: -
- Wimbledon
  - Simples (3): 1963, 1965, 1970
  - Finalista: 1964, 1971
  - Duplas (2): 1964, 1969
  - Finalista: 1961, 1963, 1966, 1971
  - Duplas Mistas (5): 1963, 1965, 1966, 1968, 1975
  - Finalista: 1964, 1971
- US Open
  - Simples (5): 1962, 1965, 1969, 1970, 1973
  - Finalista: 1963
  - Duplas (5): 1963, 1968, 1970, 1973, 1975
  - Finalista: 1964, 1969, 1972
  - Duplas Mistas (8): 1961, 1962, 1963, 1964, 1965, 1969, 1970, 1972
  - Finalista: 1973

## Torneios de Grand Slam Finais

### Simples: 29 finais (24 títulos e 5 vices)
| Posição | Ano  | Campeonato           | Piso   | Oponente               | Placar            |
| Campeã  | 1960 | Australian Open (1)  | Grama  | Jan Lehane O'Neill     | 7–5, 6–2          |
| Campeã  | 1961 | Australian Open (2)  | Grama  | Jan Lehane O'Neill     | 6–1, 6–4          |
| Campeã  | 1962 | Australian Open (3)  | Grama  | Jan Lehane O'Neill     | 6–0, 6–2          |
| Campeã  | 1962 | Roland Garros (1)    | Saibro | Lesley Turner Bowrey   | 6–3, 3–6, 7–5     |
| Campeã  | 1962 | US Open (1)          | Grama  | Darlene Hard           | 9–7, 6–4          |
| Campeã  | 1963 | Australian Open (4)  | Grama  | Jan Lehane O'Neill     | 6–2, 6–2          |
| Campeã  | 1963 | Wimbledon (1)        | Grama  | Billie Jean King       | 6–3, 6–4          |
| Vice    | 1963 | US Open              | Grama  | Maria Esther Bueno     | 5-7, 4-6          |
| Campeã  | 1964 | Australian Open (5)  | Grama  | Lesley Turner Bowrey   | 6–3, 6–2          |
| Campeã  | 1964 | Roland Garros (2)    | Saibro | Maria Esther Bueno     | 5–7, 6–1, 6–2     |
| Vice    | 1964 | Wimbledon            | Grama  | Maria Esther Bueno     | 4–6, 9–7, 3–6     |
| Campeã  | 1965 | Australian Open (6)  | Grama  | Maria Esther Bueno     | 5–7, 6–4, 5–2 ret |
| Vice    | 1965 | Roland Garros        | Saibro | Lesley Turner Bowrey   | 3-6, 4-6          |
| Campeã  | 1965 | Wimbledon (2)        | Grama  | Maria Esther Bueno     | 6–4, 7–5          |
| Campeã  | 1965 | US Open (2)          | Grama  | Billie Jean King       | 8–6, 7–5          |
| Campeã  | 1966 | Australian Open (7)  | Grama  | Nancy Richey Gunter    | abandono          |
| Vice    | 1968 | Australian Open      | Grama  | Billie Jean King       | 1–6, 2–6          |
| Campeã  | 1969 | Australian Open (8)  | Grama  | Billie Jean King       | 6–4, 6–1          |
| Campeã  | 1969 | Roland Garros (3)    | Saibro | Ann Haydon-Jones       | 6–1, 4–6, 6–3     |
| Campeã  | 1969 | US Open (3)          | Grama  | Nancy Richey           | 6–2, 6–2          |
| Campeã  | 1970 | Australian Open (9)  | Grama  | Kerry Melville Reid    | 6–1, 6–3          |
| Campeã  | 1970 | Roland Garros (4)    | Saibro | Helga Niessen Masthoff | 6–2, 6–4          |
| Campeã  | 1970 | Wimbledon (3)        | Grama  | Billie Jean King       | 14–12, 11–9       |
| Campeã  | 1970 | US Open (4)          | Grama  | Rosemary Casals        | 6–2, 2–6, 6–1     |
| Campeã  | 1971 | Australian Open (10) | Grama  | Evonne Goolagong       | 2–6, 7–6, 7–5     |
| Vice    | 1971 | Wimbledon            | Grama  | Evonne Goolagong       | 4–6, 2–6          |
| Campeã  | 1973 | Australian Open (11) | Grama  | Evonne Goolagong       | 6–4, 7–5          |
| Campeã  | 1973 | Roland Garros (5)    | Saibro | Chris Evert            | 6–7, 7–6, 6–4     |
| Campeã  | 1973 | US Open (5)          | Grama  | Evonne Goolagong       | 7–6, 5–7, 6–2     |

### Duplas: 33 finais (19 títulos e 14 vices)
| Posição | Ano  | Campeonato          | Piso   | Parceira             | Oponentes                               | Placar         |
| Vice    | 1960 | Australian Open     | Grama  | Lorraine Coghlan     | Maria Esther Bueno Christine Truman     | 2-6, 7-5, 2-6  |
| Campeãs | 1961 | Australian Open (1) | Grama  | Mary Carter Reitano  | Mary Bevis Hawton Jan Lehane O'Neill    | 6-4, 3-6, 7-5  |
| Vice    | 1961 | Wimbledon           | Grama  | Jan Lehane O'Neill   | Billie Jean King Karen Hantze Susman    | 3-6, 4-6       |
| Campeãs | 1962 | Australian Open (2) | Grama  | Robyn Ebbern         | Darlene Hard Mary Carter Reitano        | 6-4, 6-4       |
| Vice    | 1962 | Roland Garros       | Saibro | Justina Bricka       | Sandra Reynolds Renee Schuurman         | 4-6, 4-6       |
| Campeãs | 1963 | Australian Open (3) | Grama  | Robyn Ebbern         | Jan Lehane O'Neill Lesley Turner Bowrey | 6-1, 6-3       |
| Vice    | 1963 | Roland Garros       | Saibro | Robyn Ebbern         | Ann Jones Renee Schuurman               | 5-7, 4-6       |
| Vice    | 1963 | Wimbledon           | Grama  | Robyn Ebbern         | Maria Esther Bueno Darlene Hard         | 6-8, 7-9       |
| Campeãs | 1963 | US Open (1)         | Grama  | Robyn Ebbern         | Maria Esther Bueno Darlene Hard         | 4-6, 10-8, 6-3 |
| Vice    | 1964 | Australian Open     | Grama  | Robyn Ebbern         | Judy Tegart Lesley Turner Bowrey        | 4-6, 4-6       |
| Campeãs | 1964 | Roland Garros (1)   | Saibro | Lesley Turner Bowrey | Norma Baylon Helga Schultze             | 6-3, 6-1       |
| Campeãs | 1964 | Wimbledon (1)       | Grama  | Lesley Turner Bowrey | Billie Jean King Karen Hantze Susman    | 7-5, 6-2       |
| Vice    | 1964 | US Open             | Grama  | Lesley Turner Bowrey | Billie Jean King Karen Hantze Susman    | 6-3, 2-6, 4-6  |
| Campeãs | 1965 | Australian Open (4) | Grama  | Lesley Turner Bowrey | Robyn Ebbern Billie Jean King           | 1-6, 6-2, 6-3  |
| Campeãs | 1965 | Roland Garros (2)   | Saibro | Lesley Turner Bowrey | Françoise Dürr Jeanine Lieffrig         | 6-3, 6-1       |
| Vice    | 1966 | Australian Open     | Grama  | Lesley Turner Bowrey | Carole Caldwell Graebner Nancy Richey   | 4-6, 5-7       |
| Campeãs | 1966 | Roland Garros (3)   | Saibro | Judy Tegart          | Jill Blackman Fay Toyne                 | 4-6, 6-1, 6-1  |
| Vice    | 1966 | Wimbledon           | Grama  | Judy Tegart          | Maria Esther Bueno Nancy Richey         | 3-6, 6-4, 4-6  |
| Campeãs | 1968 | US Open (2)         | Grama  | Maria Esther Bueno   | Billie Jean King Rosemary Casals        | 4-6, 9-7, 8-6  |
| Campeãs | 1969 | Australian Open (5) | Grama  | Judy Tegart          | Rosemary Casals Billie Jean King        | 6-4, 6-4       |
| Vice    | 1969 | Roland Garros       | Saibro | Nancy Richey         | Ann Jones Françoise Durr                | 0-6, 6-4, 5-7  |
| Campeãs | 1969 | Wimbledon (2)       | Grama  | Judy Tegart          | Patricia Hogan Peggy Michel             | 9-7, 6-2       |
| Vice    | 1969 | US Open             | Grama  | Virginia Wade        | Françoise Durr Darlene Hard             | 6-0, 3-6, 4-6  |
| Campeãs | 1970 | Australian Open (6) | Grama  | Judy Tegart          | Kerry Reid Kerry Harris                 | 6-3, 6-1       |
| Campeãs | 1970 | US Open (3)         | Grama  | Judy Tegart          | Rosemary Casals Virginia Wade           | 6-3, 6-4       |
| Campeãs | 1971 | Australian Open (7) | Grama  | Evonne Goolagong     | Jill Emmerson Lesley Hunt               | 6-0, 6-0       |
| Vice    | 1971 | Wimbledon           | Grama  | Evonne Goolagong     | Billie Jean King Rosemary Casals        | 3-6, 2-6       |
| Vice    | 1972 | US Open             | Grama  | Virginia Wade        | Françoise Durr Betty Stove              | 3-6, 6-1, 3-6  |
| Campeãs | 1973 | Australian Open (8) | Grama  | Virginia Wade        | Kerry Harris Kerry Reid                 | 6-4, 6-4       |
| Campeãs | 1973 | US Open (4)         | Grama  | Virginia Wade        | Billie Jean King Rosemary Casals        | 3-6, 6-3, 7-5  |
| Campeãs | 1973 | Roland Garros (4)   | Saibro | Virginia Wade        | Françoise Durr Betty Stove              | 6-2, 6-3       |
| Vice    | 1975 | Australian Open     | Grama  | Olga Morozova        | Evonne Goolagong Peggy Michel           | 6-7, 6-7       |
| Campeãs | 1975 | US Open (5)         | Grama  | Virginia Wade        | Billie Jean King Rosemary Casals        | 7-5, 2-6, 7-6  |

### Duplas Mistas: 25 finais (21 títulos e 4 vices)
| Posição  | Ano  | Campeonato          | Piso   | Parceiro      | Oponentes                                | Placar               |
| Campeões | 1961 | US Open (1)         | Grama  | Robert Mark   | Dennis Ralston Darlene Hard              | 3-6, 6-2, 6-4        |
| Campeões | 1962 | US Open (2)         | Grama  | Fred Stolle   | Frank Froehling III Lesley Turner Bowrey | 0-6, 6-4, 6-4        |
| Campeões | 1963 | Australian Open (1) | Grama  | Ken Fletcher  | Fred Stolle Lesley Turner Bowrey         | 6-4, 6-4             |
| Campeões | 1963 | Roland Garros (1)   | Saibro | Ken Fletcher  | Fred Stolle Lesley Turner Bowrey         | 6-1, 6-2             |
| Campeões | 1963 | Wimbledon (1)       | Grama  | Ken Fletcher  | Bob Hewitt Darlene Hard                  | 11-9, 6-4            |
| Campeões | 1963 | US Open (3)         | Grama  | Ken Fletcher  | Ed Rubinoff Judy Tegart                  | 0-6, 6-4, 6-4        |
| Campeões | 1964 | Australian Open (2) | Grama  | Ken Fletcher  | Mike Sangster Jan Lehane O'Neill         | 6-4, 6-4             |
| Campeões | 1964 | Roland Garros (2)   | Saibro | Ken Fletcher  | Fred Stolle Lesley Turner Bowrey         | 6-3, 4-6, 8-6        |
| Vice     | 1964 | Wimbledon           | Grama  | Ken Fletcher  | Fred Stolle Lesley Turner Bowrey         | 4-6, 4-6             |
| Campeões | 1964 | US Open (4)         | Grama  | John Newcombe | Ed Rubinoff Judy Tegart                  | 0-6, 6-4, 6-4        |
| Campeões | 1965 | Australian Open (3) | Grama  | John Newcombe | Owen Davidson Robyn Ebbern               | título compartilhado |
| Campeões | 1965 | Roland Garros (3)   | Saibro | Ken Fletcher  | John Newcombe Maria Esther Bueno         | 6-4, 6-4             |
| Campeões | 1965 | Wimbledon (2)       | Grama  | Ken Fletcher  | Tony Roche Judy Tegart                   | 12-10, 6-3           |
| Campeões | 1965 | US Open (5)         | Grama  | Fred Stolle   | Frank Froehling III Judy Tegart          | 0-6, 6-4, 6-4        |
| Campeões | 1966 | Wimbledon (3)       | Grama  | Ken Fletcher  | Dennis Ralston Billie Jean King          | 4-6, 6-3, 6-3        |
| Vice     | 1968 | Australian Open     | Grama  | Allan Stone   | Dick Crealy Billie Jean King             | abandono             |
| Campeões | 1968 | Wimbledon (4)       | Grama  | Ken Fletcher  | Alex Metreveli Olga Morozova             | 6-1, 14-12           |
| Campeões | 1969 | Australian Open (4) | Grama  | Marty Riessen | Fred Stolle Ann Jones                    | título compartilhado |
| Campeões | 1969 | Roland Garros       | Saibro | Marty Riessen | Jean-Claude Barclay Françoise Durr       | 6-3, 6-2             |
| Campeões | 1969 | US Open (6)         | Grama  | Marty Riessen | Dennis Ralston Françoise Durr            | 0-6, 6-4, 6-4        |
| Campeões | 1970 | US Open (7)         | Grama  | Marty Riessen | Frew McMillan Judy Tegart                | 0-6, 6-4, 6-4        |
| Vice     | 1971 | Wimbledon           | Grama  | Marty Riessen | Owen Davidson Billie Jean King           | 6-3, 2-6, 13-15      |
| Campeões | 1972 | US Open (8)         | Grama  | Marty Riessen | Ilie Nastase Rosemary Casals             | 0-6, 6-4, 6-4        |
| Vice     | 1973 | US Open             | Grama  | Marty Riessen | Owen Davidson Billie Jean King           | 3-6, 6-3, 6-7        |
| Campeões | 1975 | Wimbledon (5)       | Grama  | Marty Riessen | Allan Stone Betty Stove                  | 6-4, 7-5             |